# Первая бременская война
Первая бременская война (швед. Första bremiska kriget) — война между Швецией и Бременом, шедшая в 1654 году в связи с обострением шведско-бременских противоречий.
По Вестфальскому мирному договору 1648 года Швеция получила во владение Бременскую епархию. Однако сам Бремен, до 1646 года не имевший статуса свободного имперского города, в указанном году в связи с распространявшимися слухами о переходе епархии в руки шведского короля сумел в обмен на 100 тысяч флоринов получить от императора имперскую привилегию. Таким образом, Бремен не вошёл в состав Швеции, а стал лишь шведским леном в составе Священной Римской империи. Как следствие, королева Кристина управляла им не как королева, а как герцогиня.
Отношения между Швецией и Бременом в связи с этим были напряжёнными. Стокгольм не признавал имперскую привилегию, и хотя он по Вестфальскому миру обязался не посягать на церковную и политическую свободу города, всё же выдвигал требование о размещении в городе шведского гарнизона. В 1654 году Бремен, несмотря на протесты шведов, получил право отправлять на рейхстаги своего представителя.
Ещё осенью 1653 года губернатор Бремен-Вердена Ганс Кристоф фон Кёнигсмарк испросил у королевы Кристины разрешение на возведение возле Бремена нескольких укреплений. Кёнигсмарк намеревался заложить первое из укреплений к северу от города на восточном берегу реки Везер. Однако бременцы узнали об этих планах и спешно возвели на этом месте своё укрепление, снабдив его сильным гарнизоном и установив на нём несколько орудий.
Кёнигсмарк не мог оставить этого без последствий и, осадив укрепление, подверг его ожесточённой бомбардировке. 2 апреля 1654 г. бременцы сдались на его милость. Вслед за этим Кёнигсмарк заложил вдоль Везера ещё несколько укреплений, чтобы держать течение реки под контролем. Весной шведские войска начали концентрироваться возле Штаде, намереваясь напасть на Бремен. Власти Бремена провели в городе мобилизацию и выдали горожанам оружие.
В ночь на 14 июня они атаковали шведское укрепление возле Бурга, захватив в нём около 20 орудий. Затем они разорили местность к югу от города. Тем временем шведы получили из Швеции и Померании подкрепления. В середине августа шведское войско в количестве 3 тыс. человек пехоты и 500 всадников подошло к Бургу. Осадив укрепление, оно приступило к его обстрелу, и 5 сентября бременский гарнизон был вынужден капитулировать.
Одновременно главная армия шведов окружила Бремен и начала готовиться к его штурму, который, однако, не состоялся, так как горожане предпочли пойти на переговоры.
После начавшихся переговоров, в которых, помимо обеих сторон конфликта, принимали участие Англия, Голландия, Бранденбург и ганзейские города, 28 ноября 1654 года был заключён так называемый Штадский рецесс, согласно которому Бремен был вынужден пойти на некоторые уступки. В частности, город обязался оказывать почтение шведским королям и проводить внешнюю политику, согласованную со Швецией, Швеции передавались некоторые стратегические места в окрестностях города, а, кроме того, Бремен обязался возместить Швеции военные расходы. Со своей стороны шведы обещали поддерживать бременскую торговлю. Решение вопроса о праве Бремена на статус имперского города было отложено до последующих переговоров.
Таким образом, война не решила главного противоречия в толковании сторонами Вестфальского мирного договора и явилась лишь первым этапом шведско-бременского конфликта.